# Babkinita
La babkinita és un mineral de la classe dels sulfurs, que pertany al grup de l'aleksita. Rep el nom en honor de Petr Vasil'evich Babkin (1929-1977), destacat geòleg rus i el primer investigador del dipòsit de Nevskoye.

## Característiques
La babkinita és una sulfosal de fórmula química Pb₂Bi₂(S,Se)₃. Cristal·litza en el sistema trigonal. La seva duresa a l'escala de Mohs és 2.

## Formació i jaciments
Va ser descoberta al dipòsit de wolframi i estany de Nevskoe, a la localitat d'Omsukchan, dins el districte de Ducat, a l'óblast de Magadan, Rússia, on sol trobar-se associada a altres minerals com: wolframita, wittita, tetraedrita, stannita, laitakarita, cosalita, cassiterita i arsenopirita. També ha estat descrita a la mina Trepča Stan Terg, situada al complex de Trepča, dins el districte de Kosovska Mitrovica, a Kosovo.